# بیلیز پریری (تگزاس)
بیلیز پریری، تگزاس(به انگلیسی: Bailey's Prairie, Texas) شهری در ایالت تگزاس از ایالات جنوبی ایالات متحده آمریکا است. در سرشماری سال ۲۰۰۰، جمعیت این شهر ۶۹۴ نفر اعلام شد.